# Trochosodon bilamella
Trochosodon bilamella är en mossdjursart som beskrevs av Lu 1991. Trochosodon bilamella ingår i släktet Trochosodon och familjen Biporidae. Inga underarter finns listade i Catalogue of Life.